# 米爾克里克鎮區 (阿肯色州阿什利縣)
米爾克里克鎮區（英語：Mill Creek Township）是位於美國阿肯色州阿什利縣的一個行政鎮區。

## 地方資料
米爾克里克鎮區的面積為199.83平方千米，當中陸地面積為191.53平方千米，而水域面積為8.24平方千米。根據2010年美國人口普查的數據，當地共有人口1558人，而人口密度為每平方千米7.8人。